# Daniel Strassberg
Daniel Strassberg (* 22. Oktober 1954 in St. Gallen) ist ein Schweizer Psychiater, Psychoanalytiker, Autor, Essayist und Journalist, der sich mit den Grenzbereichen von Psychoanalyse und Philosophie beschäftigt.

## Leben
Strassberg wurde in der Hauptstadt des gleichnamigen Kantons St. Gallen geboren und wuchs in Zürich in einer jüdischen Familie auf. Eine seiner Grossmütter entkam dem Pogrom von Kischinew im Jahre 1903 (Pogrom von Kischinjow) und zwang sie zur Emigration.
Strassberg besuchte von 1967 bis 1970 die Kantonsschule Freudenberg in Zürich. Nach dem Gymnasium verbrachte er insgesamt zwei Jahre (je ein Jahr 1973 und 1978) in Israel, davon ein Jahr mit dem Studium des Talmuds in einer Jeschiwa in Jerusalem im Oktober 1973.
Nach seiner Rückkehr nach Zürich nahm er ein Medizinstudium auf, mit dem Ziel, Psychiater zu werden. Im Jahre 1981 absolvierte er sein medizinisches Staatsexamen an der Universität Zürich. Von 1981 bis 1985 praktizierte er als Assistenzarzt in Innerer Medizin und Psychiatrie. Parallel dazu absolvierte er eine Ausbildung in Psychoanalyse, die er im Jahre 1978 am Psychoanalytischen Seminar Zürich begann.
Nach vier Jahren als Assistenzarzt eröffnete er 1985 eine eigene psychiatrisch-psychoanalytische Praxis in Zürich, die er bis 2021 betrieb. Er lehrte seit 1986 als Dozent am Psychoanalytischen Seminar Zürich. Strassberg unterrichtet u. a. Technikphilosophie an der ETH Zürich. Er war als Leiter des Lehrgangs Philosophie für Fachleute aus Medizin und Psychotherapie an der Psychiatrischen Universitätsklinik Zürich und Dozent am Postgraduate-Lehrgang für psychoanalytische Psychotherapie des Psychologischen Instituts der Universität Zürich tätig.
Im Alter von 39 Jahren begann er ein Philosophiestudium an der Universität Zürich, das von 1993 bis 1998 dauerte und im Jahre 1998 mit dem Lizentiat zum Thema Eine Falte im Sprechen. Zum Begriff des Wahnsinns bei Michel Foucault endete. Im Jahre 2004 schloss sich eine Promotion an.
Seit dem Jahre 2003 ist er Facharzt FMH für Psychiatrie und Psychotherapie.
Seit dem Jahre 2018 schreibt er monatlich im Onlinemagazin Republik eine Kolumne. Er ist Mitbegründer des «Netzwerks Entresol». Am 15. Mai 2024 wurde er mit dem Zürcher Journalistenpreis für seinen Artikel Israel in der Krise ausgezeichnet.
Strassberg lebt in Zürich, ist verheiratet und hat mit seiner Ehefrau zwei Söhne.

## Publikationen (Auswahl)
- Das poietische Subjekt. Giambattista Vicos Wissenschaft vom Singulären. Dissertationsschrift 2004.
- Spektakuläre Maschinen. Eine Affektgeschichte der Technik. Matthes & Seitz, Berlin 2022, ISBN 978-3-7518-0358-8.
- Der Teufel hat keine Zeit. Philosophisch-politische Betrachtungen. Rotpunkt Verlag, Zürich 2022, ISBN 978-3-85869-960-2.
- Der Wahnsinn der Philosophie. Verrückte Vernunft von Platon bis Deleuze. Chronos, Zürich 2014, ISBN 978-3-0340-1216-4.
- Der Kern und die Hülle. Überlegungen zur Ökonomie der Deutung. Zeitschrift für psychoanalytische Theorie und Praxis, (2002)‚ Jahrgang 17, S. 267–287.
- mit Josef Zwi Guggenheim, Michael Hampe, Peter Schneider: Im Medium des Unbewussten. Zur Theorie der Psychoanalyse. Kohlhammer, Stuttgart 2016, ISBN 978-3-17-031285-2.

Artikel in Periodika
- Wer täuscht wen? Zur Logik der Selbsttäuschung. In: Zeitschrift für Kulturphilosophie. Nr. 1, 2016: Lügen (doi:10.28937/1000107448).
- Die Erfindung der Diaspora. Der Talmud ist unumgänglich im Verständnis des Judentums und der Idee eines jüdischen Staates. Doch wie steht er zum heutigen Nationalstaat? In: Aufbau. Das jüdische Magazin. 92. Jg., Nr. 4, Zürich 2025, S. 26–29.
- Ich fühle, also stimmt es. Die Aufklärung und die moderne Wissenschaft beruhen auf der Überzeugung, dass Wahrheit überprüfbar und begründbar sein muss. Dieses Prinzip verliert an Gültigkeit: Es zählt einzig das Gefühl. In: Republik. 11. März 2025.
- Die paranoische Konstruktion moderner Subjektivität. Zu Vicos Kritik am cartesianischen Ego. In: Zeitschrift für Kulturphilosophie. Nr. 2, 2010: Scienza Nuova (doi:10.28937/1000106559).
- Ansichten eines Boomers. In: Republik.  8. April 2025.

## Interviews
- Melanie Keim: «Mehr Gelassenheit im Umgang mit der Technik wäre das Beste». In: Akzente. Das Magazin der Pädagogischen Hochschule Zürich. 25. November 2022.
- Sacha Batthyany, Thomas Isler: Antisemitismus in der Schweiz: «Es gibt Leute, die dazu aufrufen, mich zu töten». In: Neue Zürcher Zeitung. 4. November 2023.